# Campeonato Africano de Atletismo de 2018 - 20 km marcha atlética masculina
A prova da  marcha atlética 20 km masculina do Campeonato Africano de Atletismo de 2018 foi disputada no dia 5 de agosto, com chegada no Estádio Stephen Keshi,  em Asaba,  na Nigéria. 

## Recordes
Antes desta competição, os recordes mundiais e do campeonato nesta prova eram os seguintes:
|                       | Nome                  | Nacionalidade | Tempo      | Local            | Data                |
| --------------------- | --------------------- | ------------- | ---------- | ---------------- | ------------------- |
| Recorde mundial       | Yūsuke Suzuki         | Japão         | 1h 16m 36s | Nomi             | 15 de março de 2015 |
| Recorde do campeonato | Samuel Ireri Gathimba | Quênia        | 1h 19m 24s | Durban           | 26 de junho de 2016 |
| Recorde africano      | Hatem Ghoula          | Tunísia       | 1h 19m 02s | Eisenhüttenstadt | 10 de maio de 1997  |

## Medalhistas
| Ouro                  | Prata                 | Bronze                |
| Samuel Gathimba (KEN) | Lebogang Shange (RSA) | Hassanine Sebei (TUN) |

## Cronograma
Todos os horários são locais (UTC+1). 
| Data        | Hora  | Evento |
| ----------- | ----- | ------ |
| 5 de agosto | 07:15 | Final  |

## Resultado final
| Posição           | Atletas          | Nacionalidade   | Tempo   | Notas |
| ----------------- | ---------------- | --------------- | ------- | ----- |
| Medalha de ouro   | Samuel Gathimba  | Quênia          | 1:25:14 |       |
| Medalha de prata  | Lebogang Shange  | África do Sul   | 1:25:25 |       |
| Medalha de bronze | Hassanine Sebei  | Tunísia         | 1:25:25 |       |
| 4                 | Simon Wachira    | Quênia          | 1:27:58 |       |
| 5                 | Wayne Snyman     | África do Sul   | 1:28:16 |       |
| 6                 | Mohamed Ameur    | Argélia         | 1:28:38 |       |
| 7                 | Tadilo Getu      | Etiópia         | 1:30:11 |       |
| 8                 | Mohamed Ragab    | Egito           | 1:31:18 |       |
| 9                 | Jérôme Caprice   | Ilhas Maurícias | 1:33:28 |       |
| 10                | Biara Alem       | Etiópia         | 1:39:11 |       |
| 11                | Fatoyingo Gbenga | Nigéria         | 1:41:49 |       |
| 12                | Lawal Oluwaseyi  | Nigéria         | 1:42:19 |       |
| 13                | Herve Nzossie    | Camarões        | 1:45:32 |       |
| 14                | Hichem Medjber   | Argélia         | 1:50:04 |       |
| 15                | Yohanis Algaw    | Etiópia         | DNF     |       |
| 15                | Mahmoud Awad     | Egito           | DNF     |       |

Legenda
| Recorde mundial       | Recorde mundial (World record)               |                       | Recorde africano                      | Recorde africano (African) |                                           | Q | Classificado por posição (Qualified) |
| Recorde do campeonato | Recorde do campeonato (Championship record)  | Recorde da América    | Recorde da América (Americas)         | q                          | Classificado por melhor tempo (Qualified) |   |                                      |
| Melhor marca do ano   | Melhor marca do ano (World leading)          | Recorde asiático      | Recorde asiático (Asian)              | DNS                        | Não largou (Did not start)                |   |                                      |
| Recorde nacional      | Recorde nacional (National record)           | Recorde europeu       | Recorde europeu (European)            | DNF                        | Não terminou (Did not finish)             |   |                                      |
| Recorde pessoal       | Recorde pessoal do atleta (Personal best)    | Recorde da Oceania    | Recorde da Oceania (Oceania)          | DSQ / DQ                   | Desclassificado (Disqualified)            |   |                                      |
| Recorde da temporada  | Recorde da temporada do atleta (Season best) | Recorde sul-americano | Recorde sul-americano (South America) | NM                         | Sem marca (No mark)                       |   |                                      |